# Ekmeleddin İhsanoğlu
Ekmeleddin İhsanoğlu (Kairó, 1943. december 26.) török történész, az Iszlám Konferencia főtitkára.

## Életrajza
Kairóban született, 1943-ban. Diplomáját a Kar Tudományos és Művészeti Ayn Shams Egyetem szerezte Egyiptomban. 1974-ben doktorált az ankarai egyetem Bölcsészettudományi Karán. 1984-ben lett professzor.
Nős, 3 gyermeke van.